# باشگاه مطبوعات زنان هالیوود
باشگاه مطبوعات زنان هالیوود در سال ۱۹۲۸ توسط لولا پارسونس تأسیس شد. این مجله در آغاز توسط بازیگران زن هالیوود نوشته می‌شد اما از سال ۱۹۴۱، روزنامه‌نگاران و نویسندگان (با محدودیت) توانایی نوشتن این مجله را پیدا کردند. در سال ۱۹۷۰، این مجله به حضور نویسندگان مرد نیز رضایت داد.
تا سال ۲۰۰۱، این روزنامه به بعضی از بازیگران سیب طلایی اهدا می‌کرد؛ اما از همان سال به بعد دیگر فعالیتی ندارد.